# Бутан на літніх Олімпійських іграх 2016
Бутан на літніх Олімпійських іграх 2016 був представлений у двох видах спорту двома спортсменами. Жодної медалі олімпійці Бутану не завоювали.

## Спортсмени
| Дисципліна      | Чоловіки | Жінки | Разом |
| --------------- | -------- | ----- | ----- |
| Стрільба з лука | 0        | 1     | 1     |
| Стрільба        | 0        | 1     | 1     |
| Разом           | 0        | 2     | 2     |

## Стрільба з лука
Бутан отримав запрошення від Тристоронньої комісії на участь у Олімпіаді однієї лучниці.
| Спортсмен | Дисципліна                     | Відбірковий раунд | Відбірковий раунд | Раунд 1/64                     | Раунд 1/32         | Раунд 1/16         | Чвертьфінали       | Півфінали          | Фінал / BM         | Фінал / BM       |
| Спортсмен | Дисципліна                     | Результат         | Місце             | Суперник Результат             | Суперник Результат | Суперник Результат | Суперник Результат | Суперник Результат | Суперник Результат | Місце            |
| --------- | ------------------------------ | ----------------- | ----------------- | ------------------------------ | ------------------ | ------------------ | ------------------ | ------------------ | ------------------ | ---------------- |
| Карма     | індивідуальна першість (жінки) | 588               | 60                | Туяна Дашидоржиєва (RUS) L 3–7 | Завершила виступ   | Завершила виступ   | Завершила виступ   | Завершила виступ   | Завершила виступ   | Завершила виступ |

## Стрільба
Бутан отримав запрошення від Тристоронньої комісії на участь у Олімпіаді однієї спортсменки у стрільбі з пневматичної гвинтівки з відстані 10 метрів, оскільки кваліфікаційний норматив (MQS) виконано до 31 березня 2016.
| Спортсмен     | Дисципліна                               | Кваліфікація | Кваліфікація | Фінал            | Фінал            |
| Спортсмен     | Дисципліна                               | Очки         | Місце        | Очки             | Місце            |
| ------------- | ---------------------------------------- | ------------ | ------------ | ---------------- | ---------------- |
| Ленчу Кунзанг | пневматична гвинтівка, 10 метрів (жінки) | 404.9        | 45           | Завершила виступ | Завершила виступ |

Пояснення до кваліфікації: Q = Пройшов у наступне коло; q = Кваліфікувався щоб змагатись у поєдинку за бронзову медаль